# Hexecontaedro rômbico
Em geometria, um a hexecontaedro rômbico é um estrelamento do triacontaedro rômbico. É um não convexo com 60 faces em losangos áureos em simetria  icosaedral. Foi descoberto em 1940 pelo matemático alemão Helmut Unkelbach. No entanto, antes disto, já era produzido artesanalmente há mais de duzentos anos no Brasil, os chamados giramundos ou “estrelas da felicidade”, como presente para as filhas como uma espécie de amuleto e para guardar dinheiro para emergências. Geralmente costurados pelas mães, o costume se perdeu com a urbanização do Brasil, embora a técnica de confecção do artesanato ainda fosse ensinada nas escolas rurais brasileiras até a primeira metade do século XX.
Topologicamente é idêntico ao Hexecontaedro deltoidal convexo, com formas de papagaios de papel.